# Кочерягина, Анна Казимировна
Анна Казимировна Кочерягина — советский литовский хозяйственный деятель, Герой Социалистического Труда.

## Биография
Родилась в 1920 году в селе Лысое. Член КПСС с 1959 года.
В 1946—1975 — доярка совхоза «Шальчининкай» Шальчининкского района Литовской ССР.
Указом Президиума Верховного Совета СССР от 5 апреля 1958 года присвоено звание Героя Социалистического Труда с вручением ордена Ленина и золотой медали «Серп и Молот».
Жила в Литве.

## Награды и звания
- Герой Социалистического Труда (05.04.1958)
- Орден Ленина (05.04.1958, 06.09.1973)